# Pobreza del estímulo
En lingüística, la pobreza del estímulo es la tesis que afirma que la gramática del lenguaje natural no es aprendible dada la relativamente escasa cantidad de datos de que disponen los niños que aprenden un lenguaje, y por lo tanto este conocimiento es suplementado con alguna forma de capacidad lingüística innata. Por lo tanto esta tesis va en contra de las posiciones empiristas en cuanto a la adquisición del lenguaje y por lo general se la considera una tesis a favor del nativismo lingüístico.
Los nativistas sostienen que los seres humanos nacen con una adaptación representacional específica para el lenguaje que funda y limita su competencia para adquirir tipos específicos de lenguajes naturales durante su desarrollo cognitivo y maduración lingüística. La tesis es generalmente utilizada en la actualidad para apoyar teorías e hipótesis de gramática generativa. El término fue creado por Noam Chomsky en su obra Reglas y Representaciones. La tesis surgió a partir de varias obras de Chomsky que trataban el tema de la adquisición del lenguaje. La tesis ha sido motivo de grandes controversias dentro de la lingüística, siendo un pilar importante de la teoría de la gramática universal. Las argumentaciones en apoyo a la pobreza del estímulo no intentan apelar a los principios innatos a cambio de ganar apoyo para la Gramática Universal.

## Resumen
Si bien Chomsky y sus seguidores han repetido la tesis de muy diferentes maneras (por ejemplo, Pullum and Scholz (2002a) elaboraron no menos de 13 subtesis diferentes, que pueden formar parte de manera opcional de la tesis de la pobreza del estímulo), una estructura muy usada de la tesis es la que a continuación se representa:
- Postulados:
  1. Existen patrones en todos los lenguajes naturales que no pueden ser aprendidos por los niños utilizando solo evidencia positiva. Evidencia positiva es el conjunto de oraciones gramaticales a las que tiene acceso quien aprende un lenguaje, o sea, observando el habla de las otras personas. Por otra parte, evidencia negativa es la evidencia disponible a los que aprenden un lenguaje sobre lo que no es de índole gramatical. Por ejemplo, cuando un padre corrige el habla de su hijo, el niño adquiere evidencia negativa. Por ejemplo, un niño no es "premiado" por repetir oraciones incorrectas, sin embargo las dicen.
  2. A los niños solo se les presenta evidencia positiva de dichos patrones particulares. Por ejemplo, ellos solo escuchan hablar a otros que utilizan oraciones que son "correctas", no oraciones que son "incorrectas".
  3. Los niños aprenden la gramática correcta de sus lenguajes nativos.
- Conclusión: Por lo tanto, los seres humanos deben tener alguna forma de capacidad lingüística innata que los provee de conocimiento adicional a los que aprenden el lenguaje. Esencialmente el estímulo no es una forma adecuada de explicar el proceso de aprendizaje.[5]